# Benet Barber Pedrol

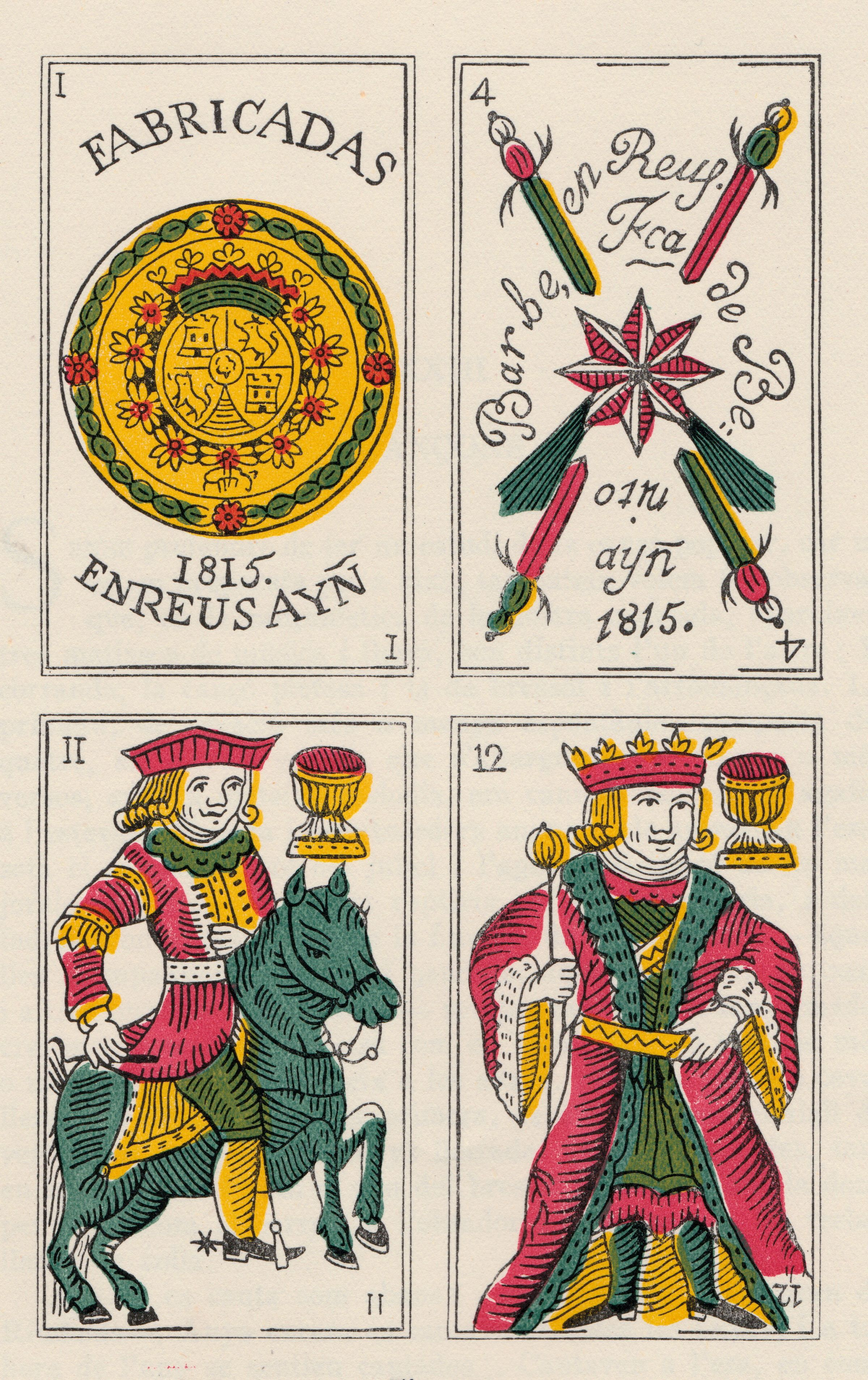
Naips de l'obrador de Benet Barber

Benet Barber Pedrol   (Reus, 1775 - Reus, segle XIX) va ser un impressor i fabricant de cartes català.

## Biografia
Era descendent de la família cerverenca d'impressors que des del 1743 al 1753 tenien l'exclusiva dels impresos oficials de la Universitat de Cervera. El seu avi, Josep Barber, es va instal·lar a Tarragona cap al 1764 i el 1775, després de tancar l'obrador d'aquella ciutat, es traslladà a Reus, on es va instal·lar amb un fill seu, Tomàs Barber Creus, al carrer de Llovera (llavors el carrer portava el nom de sant Pere d'Alcàntara), i van obrir una impremta considerada com de les millors de la ciutat. Un altre fill seu, Benet Barber Creus, ja portava uns anys a Reus.
Josep Barber va morir el 1788, i el seu fill Tomàs s'especialitzà en la impressió de goigs, gravats i estampes, i a partir de 1800 es dedicà a imprimir naips. Benet Barber Creus, format a Tarragona als tallers del seu pare Josep Barber, va iniciar a Reus la presència dels fabricants de cartes, ja que tenia un obrador en aquella ciutat des del 1772. Als artesans que es dedicaven a aquesta feina se'ls deia també cartaires o naipers. Tenia el taller instal·lat al carrer de Montserrat, al nucli antic de la ciutat, i disposava d'una premsa i de diversos taulells per imprimir al bac. El bac era un estri utilitzat pels naipers, els estampadors d'imatges populars i els de teixits per a entintar els motlles de fusta que després, amb un fort cop, s'estampaven al paper o a la roba. Benet Barber tenia un aprenent, Joan Montaner, que després va seguir amb ell com a oficial. El seu fill gran, Benet Barber Pedrol, va continuar la feina del seu pare, va perfeccionar la tècnica d'impressió al bac, i els seus productes van tenir molta fama.
Domingo Blay, cronista reusenc, diu que Benet Barber va ser considerat un dels millors naipers del país, junt amb el mallorquí Macià Savall, un impressor de finals del segle xviii, i Pere Rotxotxo, el més conegut de la família barcelonina de naipers, els Rotxotxo, actius del 1637 al 1821 (vegeu casa-fàbrica Rotxotxo). Blay també explica que treballà per diverses cases comercials europees i americanes, i que imprimia també cartrons de jocs, que s'havien posat de moda. El joc de cartes que es conserva d'ell, imprès el 1815, està molt ben trobat. Benet Barber va tenir un fill el 1802, que continuà l'ofici de naiper almenys fins al 1829, quan la producció de cartes de joc va anar decaient a la ciutat.
Coneixem altres cartaires reusencs, Ramon Perxells, amb taller al carrer de Pubill Oriol, que va tancar el seu obrador també el 1829, i Francesc Gaspar, que l'obrí a començaments del segle xix, el tancà el 1827.